# アリン・フィカ
アリン・ラズヴァン・フィカ（Alin Răzvan Fică, 2001年6月14日 - ）は、ルーマニア・クルジュ＝ナポカ出身のプロサッカー選手。リーガII・ASCFコムナ・レチェア所属。ポジションはMF（セントラルミッドフィールダー）。

## 経歴
2020年にダン・ペトレスク率いるCFRクルジュのトップチームに昇格する。3月9日のCSガズ・メタン・メディアシュ戦でスタメンに起用され18歳でリーグ戦デビューを果たすが、試合開始1分経たずして交代となる。これはU-21チームの選手を最低2人先発させなければならないというリーグ規定に対する抗議であったが、その犠牲となる出場であった。
2020年8月21日、リーガIIのFCラピド1923へシーズンローンとなることが発表された。
2020年末でラピドへのローンを打ち切り、翌年2月2日に同じくリーグIIのASCFコムナ・レチェアへシーズン終了まで期限付き移籍となった。

## タイトル
CFRクルジュ
- リーガI : 2019-20